# Selvino
Selvino est une commune italienne de la province de Bergame, dans la région Lombardie.

## Histoire
À l'issue de la Seconde Guerre mondiale, le complexe de Sciesopoli est converti en lieu d'accueil pour environ 810 enfants juifs devenus orphelins en raison de la Shoah. Ils sont connus sous le nom d'enfants de Selvino.

## Sports
L’ascension vers Selvino (946 m), classée en 2e catégorie, est grimpée lors de la 15e étape du Giro 2023. Ben Healy passe cette difficulté en tête dans un groupe d'échappés.

## Administration
| Période                                  | Période | Identité | Étiquette | Qualité |
| ---------------------------------------- | ------- | -------- | --------- | ------- |
|                                          |         |          |           |         |
| Les données manquantes sont à compléter. |         |          |           |         |

### Communes limitrophes
Albino, Algua, Aviatico, Nembro